# اصطناع لامتناظر
التوليف التماثلي الانتقائي (ويسمى أيضًا التوليف غير المتماثل)، هو شكل من أشكال التوليف الكيميائي. وفقًا للاتحاد الدولي للكيمياء البحتة والتطبيقية (IUPAC)، يوصف بأنه "تفاعل كيميائي (أو تسلسل تفاعل) يتم فيه تكوين واحد أو أكثر من العناصر الجديدة من العناصر اليدوية في جزيء الركيزة مما يؤدي إلى إنتاج منتجات التصاوغ الفراغي (مصاوغ مرآتي أو مقابل غير ضوئي) بكميات غير متساوية.
وبعبارة أكثر بساطة: إنه تخليق مركب بطريقة تفضل تكوين مصاوغ مرآتي أو مقابل غير ضوئي محدد. المتصاوغات الضوئية هي متصاوغات مجسمة لها تكوينات معاكسة في كل مركز مراوان. المقابل غير الضوئي هي أيزومرات مجسمة تختلف في واحد أو أكثر من الجزيء اليدواني.

يعد التوليف الانتقائي التماثلي عملية أساسية في الكيمياء الحديثة وله أهمية خاصة في مجال المستحضرات الصيدلانية، حيث أن المصاوغ المرآتي أو المقابل غير الضوئي المختلفة للجزيء غالبًا ما يكون لها نشاط بيولوجي مختلف.